# Lepidopilidium portoricense
Lepidopilidium portoricense är en bladmossart som beskrevs av H. Crum och Steere 1956. Lepidopilidium portoricense ingår i släktet Lepidopilidium och familjen Hookeriaceae. Inga underarter finns listade i Catalogue of Life.